# Када-Мосто, Альвизе
Альвизе Кадамосто (Алоизий Када-Мосто) или Ка да Мосто Луиджи (итал. Ca' da Mosto, порт. Luís Cadamosto; около 1432, Венеция — 18 июля 1488, Ровиго) — венецианский путешественник и работорговец.
Родился в Венеции, затем поступил на службу к португальскому инфанту Энрике Мореплавателю.

## Первая экспедиция
22 марта 1455 отплыл из Лагуша, дошёл до Сенегамбии и по берегу до Зеленого мыса.
Объединившись с двумя другими судами, Када подошёл к устью Гамбии, но враждебное отношение туземцев заставило его вернуться в Португалию.

## Вторая экспедиция
В 1456 он вместе с  Антониотто Узодимаре снова предпринял путешествие к берегам Гамбии, где и оставался до смерти инфанта Энрике (1460), после чего вернулся в отечество.
Скончался 18 июля 1488 в городе Ровиго, близ Венеции.

## Документы
Первое, очень редкое издание описания его путешествия озаглавлено: «El libro de la prima navigazione per oceano a le terre de Negri della bassa Aethiopia» (Пиаченца, 1507 и 1519). Старинный немецкий перевод вышел в 1534 в Страсбурге: «Die New Welt. der Landschaften etc.».
Документы путешественника хранятся в Обществе Ричарда Хаклита «The Voyages of Cadamosto.» Series II Vol. LXXX. Year MCMXXXVII.